# Спунеризм
Спунери́зм (англ. spoonerism) — умышленная (сознательная) или неумышленная (нечаянная) оговорка или игра слов, при которой два (или больше) близких слова в предложении меняются начальными частями, слогами или отдельными буквами/звуками, вызывающая часто комический эффект. Русскоязычному читателю хорошо знаком, например, спунеризм «вагоноуважаемый глубокоуважатый» из детского стихотворения Самуила Маршака «Вот какой рассеянный».

## Описание
Название образовано от имени Уильяма Арчибальда Спунера (1844—1930) — английского философа и богослова, многолетнего руководителя Нового колледжа в Оксфордском университете, прославившегося оговорками подобного рода. Утверждается, что в 1879 г. он, например, объявил церковный гимн «Conquering Kings Their Titles Take» («Цари-победители принимают титулы…») как «Kinkering Congs Their Titles Take» («Скручивающиеся мошенничества…»). Некоторые другие знаменитые оговорки, которые приписывались Спунеру:
- Господь наш толкающийся леопард (англ. The Lord is a shoving leopard, вместо a loving shepherd — «любящий пастырь»)
- Вы прошипели все мои таинственные лекции. Вы попробовали целого червяка (англ. You have hissed all my mystery lectures. You have tasted a whole worm, вместо You have missed all my history lectures. You’ve wasted a whole term — «Вы пропустили все мои лекции по истории. Вы потратили даром целый семестр»)
- Когда наши парни вернутся домой из Франции, все ведьмы бросятся вон (англ. When our boys come home from France, we will have the hags flung out, вместо we will have the flags hung out — «наши флаги будут развеваться»)

Спунеризм рассматривается как разновидность «фоносиллабического хиазма» (Г. В. Векшин).
По мнению Макса Фрая,
Язык нуждается в такого рода безобидных издевательствах, как жилое помещение в проветривании.
Примеры: резинка дубиновая, сопатка лапёрная из монолога «Урок демократии» Марьяна Беленького в исполнении Геннадия Хазанова (1989).